# Escut de Barberà del Vallès

Escut oficial de Barberà del Vallès

L'escut oficial de Barberà del Vallès té el següent blasonament:
Escut caironat: d'or, un castell obert de gules acompanyat de 2 pinyes de sinople, un a cada costat. Per timbre una corona de marquès.

## Història
Va ser aprovat el 14 de maig de 1985 i publicat al DOGC el 17 de juliol del mateix any amb el número 563.
El castell de Barberà, present a l'escut, fou el centre d'un marquesat a partir de 1702, encapçalat per Josep Galceran de Pinós i de Rocabertí. Les pinyes de sinople sobre camper d'or s'han agafat de les armes parlants dels Pinós, marquesos de Barberà.